# Treni strettamente sorvegliati
Treni strettamente sorvegliati (Ostře sledované vlaky) è un film del 1966 diretto da Jiří Menzel, vincitore dell'Oscar al miglior film straniero e presentato fuori concorso al 20º Festival di Cannes.
Il film è tratto dall'omonimo romanzo del 1965 dello scrittore ceco Bohumil Hrabal, che lavorò insieme al regista per l'adattamento cinematografico dell'opera.

## Trama
Nel 1945, nella Boemia occupata dai nazisti vive Miloš, un giovane ferroviere innamorato di Masa. Quando a Miloš si offre l'occasione di dimostrare la propria virilità, questi miseramente fallisce. È tanta l'umiliazione che Miloš tenta di tagliarsi le vene, ma lo salvano. Ripreso il lavoro, Miloš vuole a tutti i costi ritentare la prova e stringe amicizia con Hubicka, un collega della stazione, collaudato rubacuori. Hubicka gli dice che milita nella resistenza e lo convince a partecipare ad un'azione di sabotaggio di un treno carico di munizioni. La stessa sera arriva Viktoria Frei, giovane staffetta partigiana incaricata di portare l'esplosivo. Miloš si apparta con Viktoria e finalmente riesce a ottenere ciò che spasmodicamente vuole. Il mattino seguente, compiendo il sabotaggio del treno, Miloš perde quasi casualmente la vita.

## Produzione
Treni strettamente sorvegliati è il primo lungometraggio diretto da Jiří Menzel, dopo una serie di cortometraggi da lui diretti o codiretti tra il 1960 e il 1966. Il regista Menzel appare inoltre nel film in un breve cameo, nel ruolo di un medico.
Il film è stato girato principalmente nel piazzale della stazione di Loděnice, comune del distretto di Beroun, e presso la linea ferroviaria secondaria Praga-Beroun.

## Distribuzione
Il film venne distribuito in Cecoslovacchia dal 18 novembre 1966. Successivamente, nel maggio del 1967, venne presentato fuori concorso al 20º Festival di Cannes.
In Italia il film è stato distribuito anche con il titolo Quando l'amore va a scuola o Presto datemi una donna.
Le date di uscita nelle sale nelle principali nazioni sono le seguenti:
- Cecoslovacchia: Ostře sledované vlaky, 18 novembre 1966
- Svezia: Låt tågen gå, 3 aprile 1967
- Finlandia: Tarkoin vartioidut junat, 15 settembre 1967
- Stati Uniti d'America: Closely Watched Trains, 15 ottobre 1967
- Germania Ovest: Liebe nach Fahrplan, 27 ottobre 1967
- Austria: Liebe nach Fahrplan, dicembre 1967
- Spagna: Trenes rigurosamente vigilados, 20 settembre 1971

## Riconoscimenti
Treni strettamente sorvegliati ha ricevuto numerosi premi ed è stato candidato per diversi riconoscimenti.
Tra i premi vinti:
- 1966 - Grande Premio all'Internationales Filmfestival Mannheim-Heidelberg[11]
- 1966 - Golden Wolf al Bucharest Film Festival
- 1968 - Premio Oscar
  - Miglior film straniero

Inoltre il film è stato candidato per:
- 1967 - Golden Globe
  - Miglior film in lingua straniera
- 1968 - BAFTA Award
  - Miglior film (Jiří Menzel)
  - Miglior colonna sonora (Jirí Pavlik)
- 1968 - DGA Award
  - Migliore regia cinematografica (Jiří Menzel)

Tra gli altri riconoscimenti ottenuti dal film, oltre alla partecipazione al Festival di Cannes del 1967, Treni strettamente sorvegliati è stato collocato dalla rivista britannica Empire al 50º posto nella classifica dei 100 migliori film del mondo del cinema.